# Нове Качаєво
Нове Кача́єво (рос. Новое Качаево, ерз. Од Качай веле) — село у складі Великоігнатовського району Мордовії, Росія. Входить до складу Вармазейського сільського поселення.

## Населення
Населення — 227 осіб (2010; 263 у 2002).
Національний склад (станом на 2002 рік):
- ерзя — 85 %